# Синюхинобрідська сільська територіальна громада
Синюхинобрі́дська сільська́ грома́да — територіальна громада в Україні, в Первомайському районі Миколаївської області. Адміністративний центр — село Синюшин Брід.
Площа громади —  км², населення —  мешканців (2018).
Утворена 12 червня 2020 року шляхом об'єднання Болеславчицької, Довгопристанської, Лукашівської, Підгір'ївської, Синюхино-Брідської, Тарасівської і Чаусівської сільських рад Первомайського району.

## Населені пункти
До складу громади входять 15 сіл:
- село Бандурка
- село Болеславчик
- село Брід
- село Довга Пристань
- село Зелена Левада
- село Лозуватка
- село Лукашівка
- село Підгір'я
- село Світоч
- село Симиренки
- село Синюшин Брід
- село Станіславчик
- село Тарасівка
- село Чаусове
- село Шевченко

та 2 селища:
- селище Єрмолаївка
- селище Новоолександрівка